# Apogon caudicinctus
Apogon caudicinctus är en fiskart som beskrevs av Randall och Smith, 1988. Apogon caudicinctus ingår i släktet Apogon och familjen Apogonidae. Inga underarter finns listade i Catalogue of Life.

## Bildgalleri

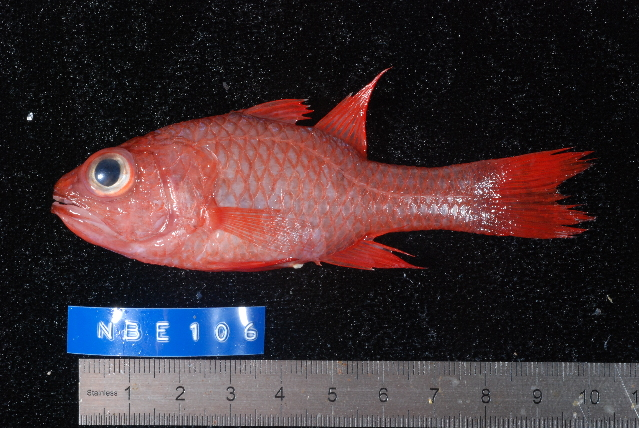